# Ременезуб Бленвіля
Ременезуб Бленвіля (Mesoplodon densirostris) — кит з роду Ременезуб родини Дзьоборилові. Мають дуже великі масивні зуби висотою до 15, шириною до 8,5 і товщиною до 4,4 сантиметрів з поздовжніми боріздочками. Нижня щелепа дуже висока, але перед зубами різко знижується, утворюючи виступ для зчленування лівої щелепи з правою. Ременузуб Бленнвіля поширений у тропічних і субтропічних водах Світового океану з обох боків екватора. На півночі зустрічається до Мадейри, Нової Шотландії, Кюсю, на півдні — до Південної Африки, Південної Австралії, Тасманії, острова Лорд-Хау.